# Николаевское инженерное училище

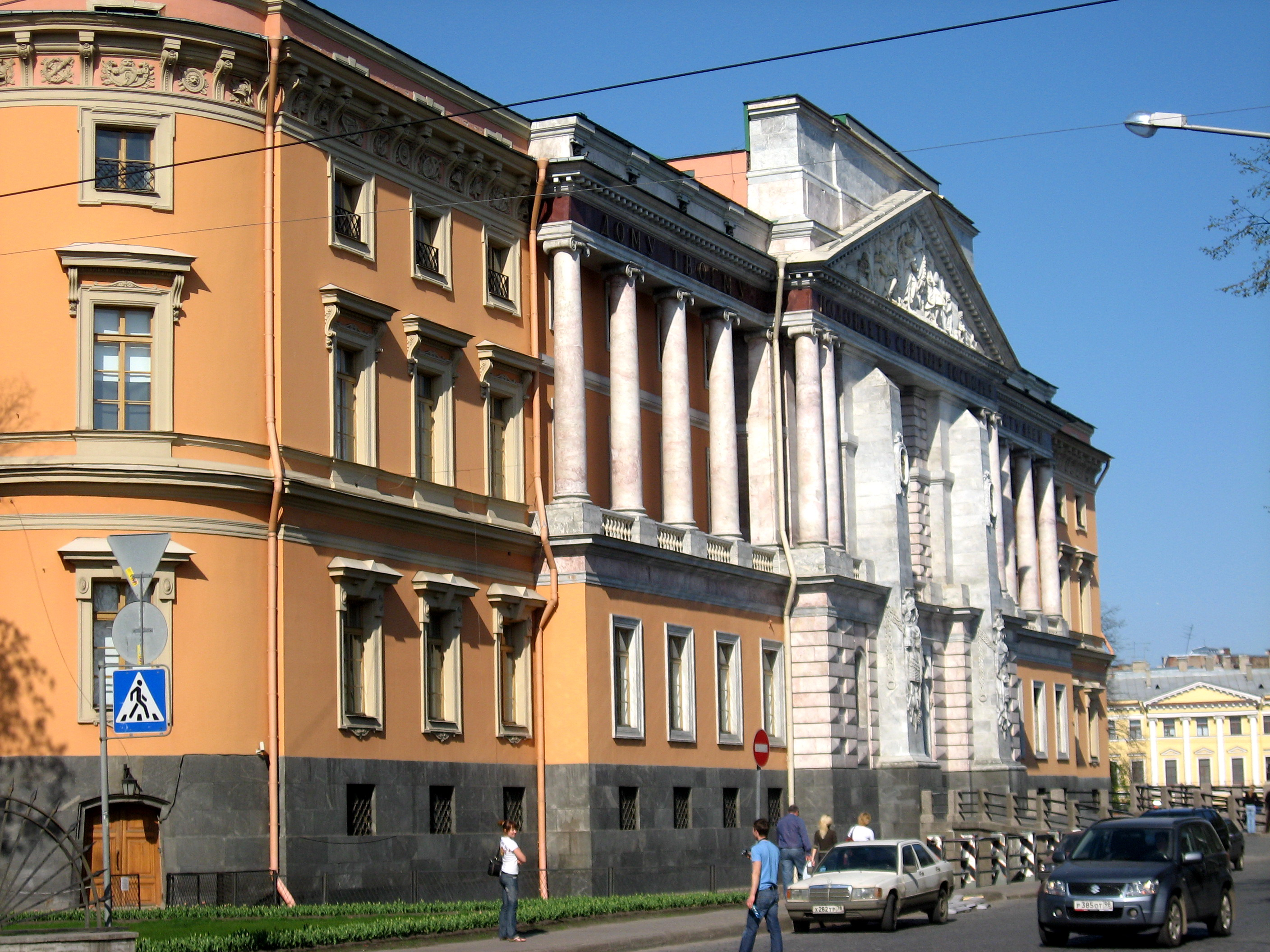
Михайловский замок, получивший в честь училища второе название Инженерный, где с 1823 располагалось Главное инженерное училище.

Николаевское инженерное училище — военно-учебное заведение Русской императорской армии.

## История военно-учебного заведения

### Санкт-Петербургская школа образования инженерных кондукторов
В 1804 году по предложению генерал-лейтенанта П. К. Сухтелена и генерал-инженера И. И. Князева в Санкт-Петербурге создана (на базе перемещенной в Санкт-Петербург ранее существовавшей) инженерная школа по подготовке инженерных унтер-офицеров (кондукторов) со штатом в 50 человек и сроком обучения в 2 года. Располагалась в казармах Кавалергардского полка. До 1810 года школа успела выпустить около 75 специалистов. Фактически являлась одной из очень ограниченного круга нестабильно существовавших школ — прямых преемниц созданной Петром Великим в 1713 году Санкт-Петербургской военной инженерной школы

.

### Санкт-Петербургское инженерное училище
В 1810 году по предложению инженер-генерала графа К. И. Оппермана школа преобразована в инженерное училище с двумя отделениями. Кондукторское отделение с трехлетним курсом и штатом в 15 человек готовило младших офицеров инженерных войск, а офицерское отделение с двухлетним курсом готовило офицеров с познаниями инженеров. Фактически это инновационное преобразование после которого учебное заведение становится Первым Высшим инженерным учебным заведением. На офицерское отделение принимали лучших выпускников кондукторского отделения. Также там проходили переподготовку ранее выпустившиеся кондуктора, произведенные в офицеры. Таким образом в 1810 году Инженерное училище становится Высшим учебным заведением с общим пятилетним курсом обучения. И этот уникальный этап эволюции инженерного образования в России случился впервые именно в Санкт-Петербургском инженерном училище.

### Главное инженерное училище

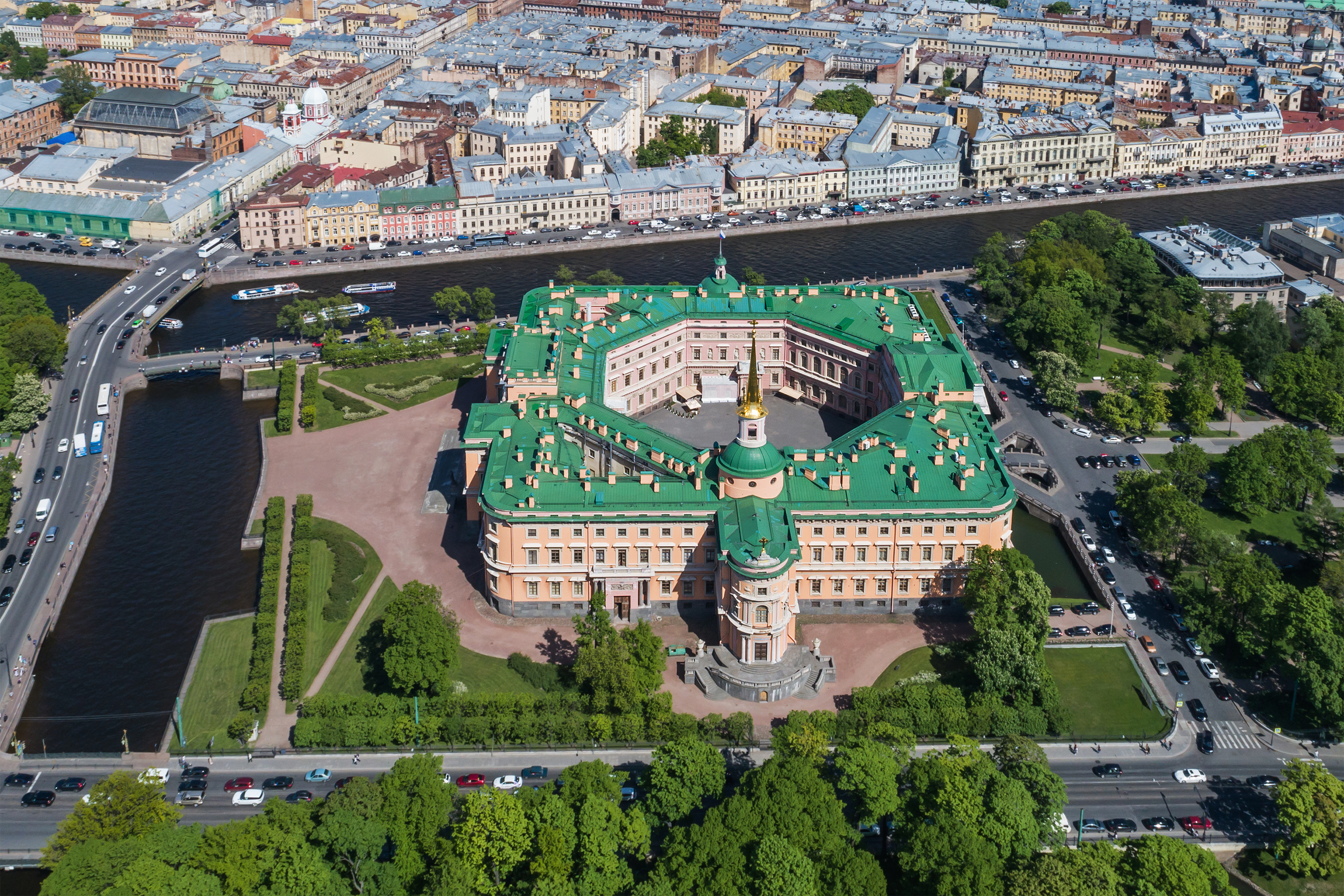
Инженерный замок. Сейчас в районе исторического основания расположен ВИТУ

24 ноября 1819 года по инициативе великого князя Николая Павловича Санкт-Петербургское инженерное училище Высочайшим повелением преобразовано в Главное инженерное училище. Для размещения училища выделена одна из царских резиденций, Михайловский замок, этим же повелением переименованный в Инженерный замок. Училище по-прежнему имело два отделения: трехгодичное кондукторское готовило инженерных прапорщиков со средним образованием, а двухгодичное офицерское давало высшее образование. На офицерское отделение принимали лучших выпускников кондукторского отделения, а также офицеров инженерных войск и других родов войск, пожелавших перейти на инженерную службу. Для преподавания были приглашены лучшие педагоги того времени: академик М. В. Остроградский, физик Ф. Ф. Эвальд, инженер Ф. Ф. Ласковский.
Училище стало центром военно-инженерной мысли. Барон П. Л. Шиллинг предложил использовать гальванический способ взрыва мин, адъюнкт-профессор К. П. Власов изобрел химический способ взрывания (т. н. «власовская трубка»), а полковник П. П. Томиловский — металлический понтонный парк, стоявший на вооружении разных стран мира до середины XX века.
В училище издавался журнал «Инженерные записки»

### Николаевское инженерное училище
В 1855 году училище названо Николаевским, а офицерское отделение училища было преобразовано в самостоятельную Николаевскую инженерную академию. Училище стало готовить только младших офицеров инженерных войск. По окончании трехлетнего курса выпускники получали звание инженерного прапорщика со средним общим и военным образованием (с 1884 года инженерного подпоручика).
В числе преподавателей училища были Д. И. Менделеев (химия), Н. В. Болдырев (фортификация), А. Иохер (фортификация), А. И. Квист (пути сообщения), Г. А. Леер (тактика, стратегия, военная история).
В 1857 году журнал «Инженерные записки» переименовывается в «Инженерный журнал» и издается совместно училищем и академией.
В 1858 году училище получило собственную домовую церковь святых апостолов Петра и Павла, устроенную на месте бывших покоев императора Павла I.
В 1863 году училище вновь на какое-то время объединилось с Инженерной академией
Генерал-майор А. Р. Шуляченко на базе училища занимается исследованием свойств и классификацией взрывчатых веществ. Академик Б. С. Якоби занимается исследованием электрического способа взрывания. П. Н. Яблочков работает над созданием дуговой электролампы.
После русско-японской войны училище перешло на подготовку пехотных офицеров, выпуск специалистов-инженеров был почти свернут. С началом Первой мировой войны на фронт пришлось срочно отправить всех юнкеров-инженеров с досрочным присвоением офицерского звания, а также унтер-офицеров и солдат постоянного состава, произведенных в прапорщики. Училище перешло на четырехмесячную подготовку прапорщиков военного времени.
К осени 1917 года в училище находилось около ста юнкеров, только что набранных в училище. 24 октября (6 ноября) 1917 года они были направлены к Зимнему дворцу, но отказались защищать его.

### Участие в юнкерском восстании
29 октября (11 ноября) 1917 года юнкера и офицеры училища приняли активное участие в юнкерском восстании в Петрограде, имевшем целью подавить большевистский переворот. Штаб восставших располагался в Михайловском замке. Восстание потерпело неудачу.

### 1-е Инженерные Петроградские курсы РККА и военно-инженерный техникум
В № 25 Газеты Рабочего и Крестьянского Правительства от 16 (3) февраля 1918 года был опубликован Приказ Народного Комиссариата по военным делам: «Об открытии ускоренных курсов по подготовке командного состава рабоче-крестьянской красной армии», на основании которого в помещении бывшего Николаевского инженерного училища открывались 1-е Советские Инженерные Петроградские командные курсы рабоче-крестьянской красной армии.
Для восстановления деятельности училища всем офицерам, унтер-офицерам, юнкерам, в том числе и находившимся на фронте, было приказано вернуться в училище. Семьи некоторых не вернувшихся офицеров были взяты в заложники. Вечером 20 марта приказом №16 было на курсах были открыты три отделения: подготовительное, саперно-строительное и электротехническое. На подготовительное отделение принимали малограмотных, их обучали грамоте в объеме достаточном для усвоения основ инженерного дела. Срок обучения на подготовительном отделении сначала был установлен 3 месяца, а потом увеличен до 6 месяцев. Срок обучения на основных отделениях составлял 6 месяцев.
Курсы готовили техников-инструкторов саперного, понтонного дела, железнодорожников, дорожников, телеграфистов, радиотелеграфистов, прожектористов, автомобилистов. Курсы были обеспечены шанцевым инструментом, радиотелеграфным и телеграфным, понтонно-переправочным и подрывным имуществом, несколькими электроагрегатами.
7 июля 1918 года слушатели курсов принимают активное участие в подавлении левоэсеровского мятежа.
29 июля 1918 года по причине нехватки преподавательского состава и учебно-материальной базы приказом Главного Комиссара военно-учебных заведений Петрограда 1-е инженерными курсы были объединены со 2-ми инженерными курсами под названием «Петроградский военно-инженерный техникум».
Организационно техникум состоял из четырех рот: саперной, дорожно-мостовой, электротехнической, минно-подрывной, — и подготовительного отделения. Срок обучения на подготовительном отделении составлял 8 месяцев, на основных отделениях — 6 месяцев. Техникум дислоцировался в Инженерном замке, но большую часть учебного времени занимали полевые занятия в Усть-Ижорском лагере.
Первый выпуск 18 сентября 1918 года (63 человека). Всего в 1918 году было выпущено 111 чел., в 1919 году — 174 чел., в 1920 году — 245 чел., в 1921 году — 189 чел., в 1922 году — 59 чел. Последний выпуск состоялся 22 марта 1920 года.
Роты принимали участие в боях с восставшими крестьянами в октябре 1918 года под Борисоглебском Тамбовской губернии, с эстонскими отрядами в апреле 1919 в районе г. Верро, с Юденичем в мае-августе 1919 года у г. Ямбург и в октябре-ноябре того же года под Петроградом, с финскими войсками в мае-сентябре 1919 года у г. Олонец, с Врангелем в июне-ноябре 1920 года у г. Орехова, с восставшим гарнизоном Кронштадта в марте 1921 года, с финскими войсками в декабре 1921-январе 1922 года в Карелии.

## Выпускники и преподаватели

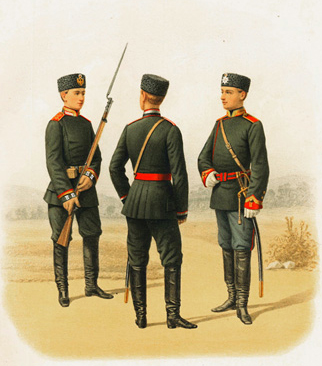
Фельдфебель Николаевского Инженерного Училища и Юнкер Николаевского Кавалерийского Училища. Юнкер 1-го Павловского Военного Училища. 1882 г.